# Alison (sprinkhaan)
Alison is een geslacht van rechtvleugeligen uit de familie sabelsprinkhanen (Tettigoniidae). De wetenschappelijke naam van dit geslacht is voor het eerst geldig gepubliceerd in 2001 door Rentz.

## Soorten
Het geslacht Alison omvat de volgende soorten:
- Alison garaina Rentz, 2001
- Alison nishidai Rentz, 2001
- Alison roachae Rentz, 2001
- Alison sedlacekorum Rentz, 2001